# Gellhornové

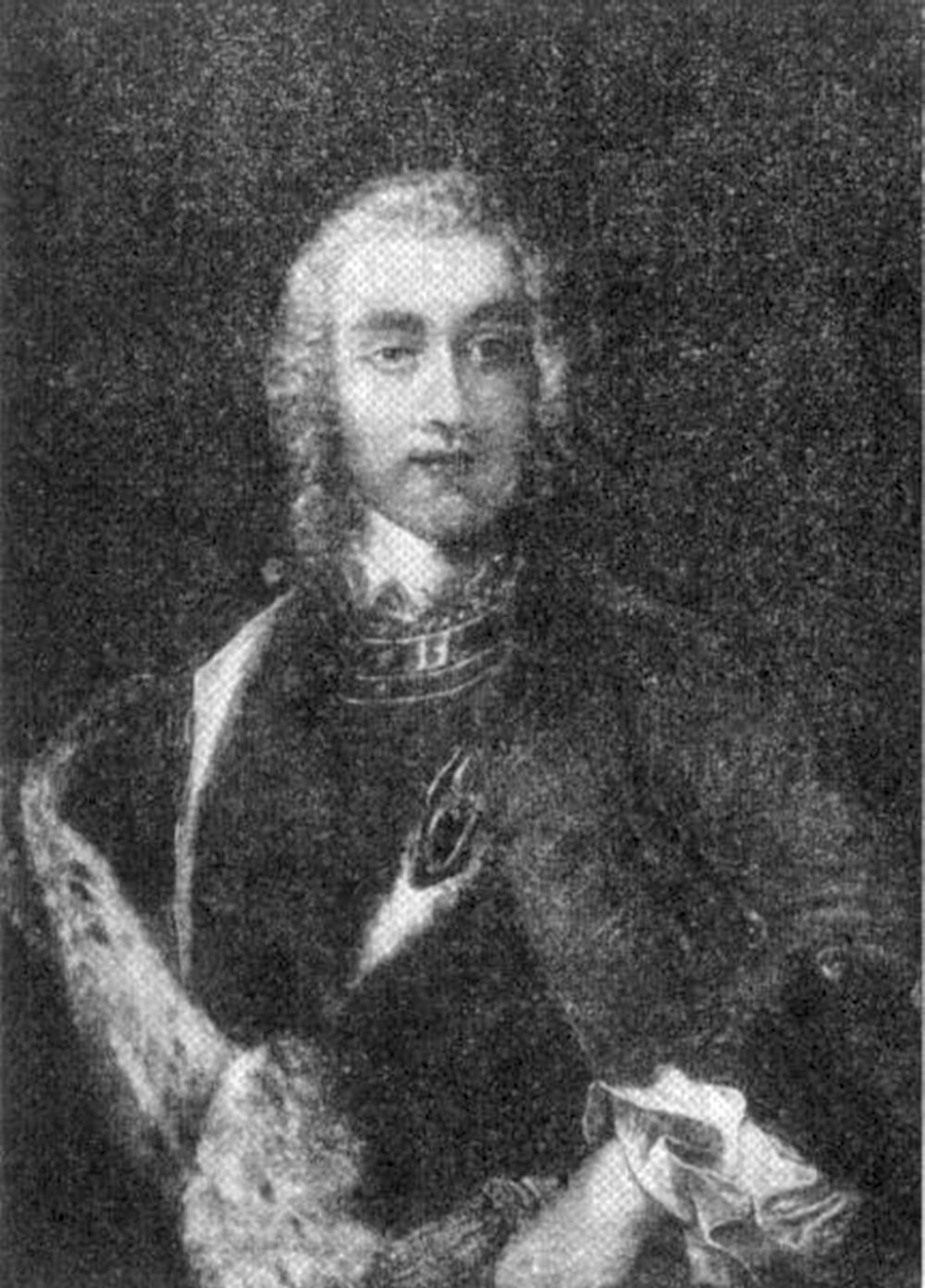
Hrabě Arnošt Julius Leopold Gellhorn 1667–1702

Gellhornové byl slezský šlechtický rod, který pocházel z okolí Ratiboře. 
V roce 1694 koupil příslušník tohoto rodu Arnošt Leopold hrabě z Gellhornu a svobodný pán z Petřvaldu blanenské panství, kde o čtyři roky později postavil železný hamr a dal tak základy pro továrnu, která v průběhu staletí vyrostla na podnik ČKD Blansko. Roku 1702 zdědil toto panství jeho syn Arnošt Julius Gellhorn, který se však zadlužil a přivedl své statky do neutěšené finanční situace. Po jeho smrti v roce 1754 převzal panství jeho syn Karel Josef Gellhorn, který byl však pod tíhou dluhů statek Blansko nucen prodat.  

## Rodokmen blanenské větve rodu Gellhornů
Arnošt Julius z Gellhornů (1617–1679) narodil se a zemřel v Petřvaldě
- Polixena Eleonora (1639–1641)
- Arnošt Maxmilián (1641–1644)
- Karel Alexandr (1665–1699)
- Augusta Charlota (1666–1720)
- Arnošt Leopold z Gellhornů (1667–1702) – od roku 1694 majitel Blanska
  - František Antoním (1692–1742) – majitel statku Louky
    - Kajetán, plukovník (1724–1745)
    - František Antonín (? –1719)
    - Jan (1722– ?)
    - Josefa (r. 1746 působila v klášteře v Bratislavě)

  - Kateřina (? –1691)
  - Arnošt Julius Gellhorn (? –1754) majitel Blanska
    - František Karel (? –1728)
    - Marie (1724– ?)
    - Karel Josef Gellhorn (? –1789) v roce 1766 prodal Blansko Salmům
      - Marie Terezie (? –1812) majitelka Albendorfu a Gutschen